# Zirl (Ausztria)
Zirl település Ausztriában, Tirolban az Innsbrucki járásban található. Területe 54,24 km², lakosainak száma 7 858 fő, népsűrűsége pedig 140 fő/km² (2014. január 1-jén). A település 622 méteres tengerszint feletti magasságban helyezkedik el.

## Fordítás
- Ez a szócikk részben vagy egészben  a   Zirl, Tyrol című angol Wikipédia-szócikk ezen változatának fordításán alapul.  Az eredeti cikk szerkesztőit annak laptörténete sorolja fel. Ez a jelzés csupán a megfogalmazás eredetét és a szerzői jogokat jelzi, nem szolgál a cikkben szereplő információk forrásmegjelöléseként.